# All I Feel
All I Feel è il quarto album del cantante R&B statunitense Ray J, pubblicato nel 2008 dalla Epic Records.

## Tracce
1. Don't Wanna Be Right (Intro) - 1:38
2. I Like to Trick - 3:23
3. Sexy Can I (feat. Yung Berg) - 3:24
4. Gifts - 3:23
5. Girl from the Bronx - 3:28
6. Jump Off - 3:53
7. Boyfriend - 3:28
8. All I Feel - 4:28
9. It's Up to You - 3:27
10. Where You At (feat. The Game) - 2:57
11. Real Nigga (feat. Styles P) - 4:01
12. Good Girl Gone Bad (feat. Shorty Mack) - 3:52
13. I Can Feel It (Outro) - 1:53